# Deutsche Botschaft Manama
Die Deutsche Botschaft Manama ist die diplomatische Vertretung der Bundesrepublik Deutschland im Königreich Bahrain.

## Lage und Gebäude
Die Botschaft liegt in direkter Nachbarschaft zu den Vertretungen von Japan und Marokko im zentralen Stadtteil Alsalmaniya der bahrainischen Hauptstadt Manama. Die Straßenadresse lautet: Salmaniya Avenue, Block 327, Road no. 322, Building 39, Manama.
Das knapp 3 km nördlich befindliche Außenministerium ist in der Regel in einer Viertelstunde zu erreichen. Zum 11 km nordöstlich gelegenen Flughafen Bahrain ist als Fahrtzeit eine halbe Stunde anzusetzen. Westlich liegt 55 km entfernt die Grenzstation auf Passport Island, wo, den King Fahad Causeway benutzend, Saudi-Arabien in einer guten Stunde zu erreichen ist.
Das Kanzleigebäude der Botschaft ist ein moderner zweigeschossiger Zweckbau.

## Auftrag und Gliederung
Die Deutsche Botschaft Manama hat den Auftrag, die deutsch-bahrainischen Beziehungen zu pflegen, die deutschen Interessen gegenüber der Regierung von Bahrain zu vertreten und die Bundesregierung über Entwicklungen in Bahrain zu unterrichten.
In der Botschaft werden die Sachgebiete Politik, Wirtschaft, Kultur und Bildung bearbeitet.
Das Referat für Rechts- und Konsularangelegenheiten der Botschaft betreut Bahrain als konsularischen Amtsbezirk. Es verfügt über eine Pass- und eine Visastelle. Es bietet alle konsularische Dienstleistungen für im Land ansässige deutsche Staatsangehörige an. Die Visastelle des Referats stellt Einreisegenehmigungen für bahrainische und andere Staatsangehörige aus.

## Geschichte
Bahrain erlangte am 15. August 1971 die Unabhängigkeit vom Vereinigten Königreich. Die Bundesrepublik Deutschland eröffnete am 8. November 1986 eine Botschaft in Manama.